# Baia di Charcot
La baia di Charcot (in inglese Charcot Bay), centrata alle coordinate (63°48′S 59°35′W), è una baia larga circa 20 km situata sulla costa di Davis, nella parte nord-occidentale della Terra di Graham, in Antartide. La baia è delimitata da capo Kater e da capo Kjellman.
Nella baia, o comunque nelle cale presenti sulle sue coste, si gettano diversi ghiacciai, tra cui l'Andrew e il McNeile.

## Storia
La baia di Charcot è stata scoperta durante la spedizione svedese Nordenskjöld-Larsen, 1901-04, comandata da Otto Nordenskjöld, ed è stata così battezzata dallo stesso Nordenskjöld in onore di Jean-Baptiste Charcot, un famoso esploratore artico che a quel tempo stava preparando la sua prima spedizione antartica, volta, tra l'altro, alla ricerca dello stesso Nordenskjöld, in ritardo sulla data di ritorno prevista.